# رفيق بالحاج قاسم
رفيق بالحاج قاسم ولد في 6 أبريل 1949 في باجة، هو سياسي تونسي.

## السيرة الذاتية
زاول رفيق الحاج قاسم تعليمه الابتدائي والثانوي في مدينة الأم باجة. بعد تحصله على الباكالوريا في 1968، انتقل للدراسة في جامعة تونس، أين تحصل على إجازة في الأدب في 1972، ثم على شهادة إضافية في الفلسفة في 1973.

بعد عمله كمدرس في أحد معاهد باجة الثانوية، عين في 1980 كمدير ديوان تنمية الشمال الغربي وذلك حتى 1987. عين إثرها لمدة سنة في منصب والي القيروان حتى 1988. في 20 فبراير 1991، عين ككاتب دولة لدى وزير الداخلية مكلف بالجماعات المحلية، وذلك في حكومة حامد القروي. أثناء عمله ساهم في تطوير منظومة إدارة البلديات، والتنمية الجهوية، وكذلك أدخل البرنامج الأول الذي يجب على الاهتمام بالبيئة. تقديرا لعلمه، عين في فبراير 1995 كمستشار أول لرئيس الجمهورية التونسية، ثم في 2002، عين كوزير مستشار لدى رئيس الجمهورية مكلف بالشؤون السياسية. في 11 نوفمبر 2004، عيِن في منصب وزير الداخلية في حكومة محمد الغنوشي الأولى.

أثناء الثورة التونسية في 2011، والتي اجتاحت معظم البلاد، أعلن الوزير الأول محمد الغنوشي عن إقالته في 12 يناير 2011. عوضه أنذاك أحمد فريعة.

في السنوات 1980، كان الأمين العام للجنة تنسيق حزب التجمع الدستوري الديمقراطي في باجة. كعضو في المكتب السياسي لحزب التجمع، أعيد انتخابه لعضوية اللجنة المركزية أثناء مؤتمر الحزب المنعقد في يوليو 2008. تم إقصائه من التجمع في 18 يناير 2011، قبل أن يتم هذا الأخير قانونيا في 9 مارس الموالي.

## المحاكمات
بعد هروب الرئيس زين العابدين بن علي في 14 يناير 2011 أثناء الثورة التونسية، وضع مباشرة قيد الإقامة الجبرية، ثم أوقف ردا على الشكوك الخطيرة ضده، وأودع السجن بعد خمسة عشر يوما من وضع تحت الإقامة الجبرية وأودع سجن المرناقية. دون اتباع الإجراءات القضائية، تم في البداية مصادرة البعض من أملاكه، وحرمت زوجته من معاشها التقاعدي.

في 13 يونيو 2012، برأته المحكمة العسكرية بالكاف فيما يخص دوره في قمع المتظاهرين في الثورة في كل من تالة والقصرين. في 19 يوليو 2012، حكمت عليه المحكمة العسكرية بتونس العاصمة ب15 سنة سجن في أكبر قضية لشهداء وجرحى الثورة التونسية الذين سقطوا في تونس الكبرى و5 ولايات أخرى. تم تخفيف الحكم في الاستئناف إلى 3 سنوات في 12 أبريل 2014. في 30 أبريل 2013، قضي عليه بالسجن 10 سنوات بتهمة القتل العمد والشروع في القتل في قضية شهيد وجريحي ولاية صفاقس. في 8 مايو 2014، أطلق سراحه ونقل لأحد المستشفيات الخاصة في تونس العاصمة. في 20 نوفمبر 2015، حكمت عليه المحكمة الابتدائية بتونس ب2 سنوات سجن و56 ألف دينار خطية في قضية ابتزاز، ودخل على إثرها مباشرة إلى السجن.
| الاتهامات                                                                                     | الأحكام | التاريخ                                                                | مجموع الأحكام                                    | التوقيف                      | الخروج من السجن  | المصادر                       |
| --------------------------------------------------------------------------------------------- | --- | ---------------------------------------------------------------------- | ------------------------------------------------ | ---------------------------- | ---------------- | ----------------------------- |
| المشاركة في قمع الاحتجاجات في الثورة، قتل وجرح محتجين، القتل العمد والشروع في القتل، الابتزاز | توقيف وإقامة جبرية 15 سنة سجن 10 سنة سجن تخفيض الحكم الأول من 15 إلى 3 سنوات 2 سنوات سجن و56 ألف دينار خطية | 1 فبراير 2011 19 يوليو 2012 30 أبريل 2013 12 أبريل 2014 20 نوفمبر 2015 | توقيف وإقامة جبرية 15 سنة سجن و56 ألف دينار خطية | 1 فبراير 2011 20 نوفمبر 2015 | 8 مايو 2014 الأن | [ 1 ] [ 2 ] [ 3 ] [ 4 ] [ 5 ] |

## مقالات ذات صلة
- الثورة التونسية
- عائلة الطرابلسي وبن علي